# 市川太一
市川太一（日语：／ Ichikawa Taichi。1993年2月4日—），日本男性配音員。VIMS所屬。出身於東京都。日本播音演技研究所畢業。身高172cm。

## 人物
高中時期收聽森久保祥太郎主持的廣播節目，而決定當聲優。目前以新人育成企劃「TSUKICR」一期生成員的身份活動。
興趣：騎公路自行車、菓子製作、打籃球。

## 演出作品
※粗體字表示說明飾演的主要角色。

### 電視動畫
2015年
- 青春×機關鎗（生存遊戲玩家、玩家）
- 銃皇無盡的法夫納（男）
- 高校星歌劇（學生）

2016年
- 機動戰士鋼彈 鐵血的孤兒（鐵華團團員）
- 小桃小栗 Love Love物語（男學生）
- 在下坂本，有何貴幹？（男學生）
- 齊木楠雄的災難（男學生）
- 月歌。 THE ANIMATION（學級委員）

2017年
- Classica Loid（觀眾）
- MARGINAL#4 由KISS開始創造的Big Bang（男子A）
- 青春歌舞伎（來栖黑悟[5]）
- 偶像時間星光樂園（眼鏡男孩、小孩）
- 在地下城尋求邂逅是否搞錯了什麼外傳 劍姬神聖譚（大劍使）
- Gamers 電玩咖！（男學生C）
- 偶像大師 SideM（店員男B）
- 調教咖啡廳（客人）

2018年
- 霸穹 封神演義（羌族的少年）
- 皇帝聖印戰記（佩特）
- 極道超女（健吾）
- MAJOR 2nd（卜部隼人[6]）
- 食戟之靈 餐之皿（中華研C）
- 鋼彈創鬥者 潛網大戰（馬特）
- 工作細胞（一般細胞5）
- 高分少女（觀眾·鼻）
- 終將成為妳（槙聖司[7]）

2019年
- 三次元女友（班長）
- 不吉波普不笑（少年）
- 決鬥大師！（キャップ）
- JoJo的奇妙冒險 黃金之風（少年A）
- 擅長捉弄人的高木同學2（柴崎）
- 為了女兒，我說不定連魔王都能幹掉。（哈格爾）
- 偶像夢幻祭（男學生）
- 在地下城尋求邂逅是否搞錯了什麼II（賈里巴四兄弟）
- 海盜戰記（安的兄弟）
- 星合之空（男學生、坂井）
- 我們真的學不來！（男國中生A）
- 高分少女2（觀眾B）

2020年
- A3！（皆木滑）
- 神之塔（2020年 - 2024年 夜[8]、久·威傲來·格雷斯[9] / 第二十五夜）
- ARGONAVIS from BanG Dream! ANIMATION（二條奏）

2021年
- 86—不存在的戰區—（士兵）
- 決鬥大師 KING!（ 凱普）
- 2.43 清陰高中男子排球社（池田商業部員）
- 唱歌的足球熊貓 MIFANDA（18號）
- 堀與宮村（男高中生）
- 王者天下3（蒙毅）
- 終末的後宮（水原怜人）

2024年
- 不時輕聲地以俄語遮羞的鄰座艾莉同學（2024年 - 2026年 清宮光瑠[10][11]）
- 在地下城尋求邂逅是否搞錯了什麼V（賈里巴四兄弟[12]）
- 從路人角色開始的探索英雄譚（解答者）
- 孤單一人的異世界攻略（阿宅B[13]）

2025年
- 涅庫羅諾美子的宇宙恐怖秀（NAO-KICHI[14]）

### OVA
2014年
- 單色小姐 -The Animation-

### 網路動畫
2018年
- 天下統一戀之亂 ～出陣！雜賀4人眾～（千鳥[15]）

### 遊戲
2016年
- 問答RPG 魔法使與黑貓維茲（剛多．基吉萊、曼賈爾．安福）

2017年
- 平假名男子 （[16]）
- 在異世界開咖啡廳。（日语：異世界でカフェを開店しました。）（薄荷[17]）
- 月之天堂（日语：ツキノ芸能プロダクション）（東雲[18]）
- （雀千秋[19]）
- 一血卍傑 -ONLINE-（日语：一血卍傑-ONLINE-）（大蛇丸）
- 戀愛警報 異能特勤部（綾園路易士）
- 緹利亞傳說（瓦吉蒙）
- （[20]）
- Wiz;ALICE（玩具、路那）

2018年
- 波波羅克洛伊斯物語 ～娜露西亞之淚與妖精之笛（コリン）
- 文豪與鍊金術師（赤）
- 三極正義（丹迪．修爾）
- 魔界王子與魅惑夢魘（狄亞．貝爾菲）
- ORDINAL STRATA（ヨハン）
- 美男演唱會為你獻上戀歌（木蘭宗詩）
- 卡拉邦 CARAVAN STORIES（タタリス[21]）

2019年
- 霸穹 封神演義 ～仙界編年史～（張奎）
- 英雄樂園（蕪木花奏）

2020年
- SHOW BY ROCK!! Fes A Live（ジャロップ[22]）
- 刀劍神域 彼岸遊境
- Hero Cantare 英雄神鬪曲（黑色三月 夜[23]）
- 決戰之魂（リューシエン[24]）

2021年
- ARGONAVIS from BanG Dream! AAside（二條奏[25]）
- Code Geass Genesic Re;CODE（傑歐[26]）

2022年
- eBASEBALL 實況野球 2022（猪狩進[27]）
- 聖塔神記 TRINITY TRIGGER（席安．艾爾琉斯[28]）
- 夢王國與不思議的尋夢少年（薩爾[29]）

2024年
- ARGONAVIS -前往你所見的舞台-（二條奏[30]）

2025年
- 怪物彈珠（瑞斯[31]）

### 廣播劇CD
2017年
- （守野雪生[32]）
- 聖火降魔錄Echoes 另一位英雄王 異國之空 黎明之森（尤利的夥伴）

### 數位漫畫
- 絕對戀愛命令（2018年 霜月晶）

### 廣播節目
※記號表示說明網路廣播。
- 阿座上洋平&市川太一的用餐電台！（2017年 音泉）※[33]
- （2017年 音泉）※[34]
- MAN TWO MONTH RADIO 市川太一的期待値上昇中！（日语：MAN TWO MONTH RADIO）（2017年 AG-ON Premium（日语：AG-ON Premium）、超！A&G+）※[35]
- RADIO M4!!!!（日语：RADIO M4!!!!）（2017年－2018年 超！A&G+）※[36]
- （2017年－現在 NIKKEI第1電台）
- （2017年 音泉）※[37]
- （2017年 漫畫Park（日语：マンガPark））※[38]
- 月刊 新·男前通信（2018年 文化放送mobile plus）－第38代主持人

### 電視節目
- i角色（日语：アイキャラ）（2016年－2017年 日本電視台）－平假名男子·
- 月野演藝事務所（日语：ツキノ芸能プロダクション）ch.（2016年 TOKYO MX）
- 持福（日语：モテ福）（2014年－ 玉視）－

### 網路節目
- （2016年－2017年 AbemaTV）－星期四常駐來賓
- （2017年 Live.me）－聲優BOYS頻道星期二常態來賓
- （AbemaTV）－旁白[39]

### 舞台
- 劇團Clock Girl's 第13回公演（2016年6月8日－6月12日，新宿劇場莫里哀）
- 劇團牛郎星 SPRING FESTIVAL 2017（2017年4月15日－4月16日，NEW PIER HALL）

## 音樂作品
TSUKICR的活動請參照「TSUKICR」。

### 角色歌曲
| 發行日期 | 標題                                                | 名義 | 曲名                    | 備註                                                     |
| 2017年   | 2017年                                              | 2017年 | 2017年                  | 2017年                                                   |
| -------- | --------------------------------------------------- | --- | ----------------------- | -------------------------------------------------------- |
| 5月17日  | 御江戶 -O·EDO-                                      | KABUKI-ROCKS | 「」                    | 電視動畫《青春歌舞伎》片尾主題曲                         |
| 2018年   |                                                     | |                         |                                                          |
| 4月4日   |                                                     | （市川太一） | 「Dive！Dive！Dive！」  | 《平假名男子》相關歌曲                                   |
| 4月4日   | （榎木淳彌）、（市川太一）、（天野七瑠）            | 「Go up!!」 |                         | 《平假名男子》相關歌曲                                   |
| 4月4日   | （市川太一）、（天野七瑠）                          | 「Treasure Hunt」 |                         | 《平假名男子》相關歌曲                                   |
| 4月4日   | （梶裕貴）、（市川太一）、（天野七瑠）              | 「Ray of Rain」 |                         | 《平假名男子》相關歌曲                                   |
| 8月22日  | 天下統一戀之亂 ～出陣！雜賀4人眾～ 主題歌CD&動畫DVD | 四銃奏 | 「統一天下四銃奏」      | 網路動畫《天下統一戀之亂 ～出陣！雜賀4人眾～》片頭主題曲 |
| 8月22日  | 天下統一戀之亂 ～出陣！雜賀4人眾～ 主題歌CD&動畫DVD | 四銃奏 | 「」                    | 網路動畫《天下統一戀之亂 ～出陣！雜賀4人眾～》片尾主題曲 |
| 9月5日   | Own The Night ～美男演唱會為你獻上戀歌 1st ALBUM～  | 銀波律（蒼井翔太）、蘇芳樂（梶裕貴）、朱真遥音（KENN）、東雲詠介（谷山紀章）、千草響一郎（伊東健人）、天宮杏里（大河元氣）、眞白奏（深町壽成）、木蘭宗詩（市川太一）、銀波弓弦（植田圭輔）、椿麻琴（小野友樹）、藤代旋（黑田崇矢）、藍墨晃揮（近藤隆） | 「最愛PHRASE」          | 遊戲《美男演唱會為你獻上戀歌》主題歌曲                   |
| 2019年   |                                                     | |                         |                                                          |
| 1月23日  | THE BEST「STAR REVOLUTION」Vol.4                    | PURA.net | 「Horoscope」 「」 「」 | 遊戲《星座革命☆彡88 星座的偶像革命》相關歌曲             |
| 10月23日 | Noble Recollections 02                              | 奈維（市川太一） | 「Tasty！」             | 遊戲《千銃士》相關歌曲                                   |

### 其它參加作品
| 發行日期       | 標題                          | 名義   | 曲名                                    | 商業搭配                         |
| -------------- | ----------------------------- | ------ | --------------------------------------- | -------------------------------- |
| 2018年12月26日 | ONLY LOVE/4 Me!!!!            | M4!!!! | 「」 「4 Me!!!!」                       | 廣播節目《RADIO M4!!!!》相關歌曲 |
| 2019年2月13日  | Gravity                       | M4!!!! | 「COUNTDOWN」 「Missing」 「Ray light」 | 廣播節目《RADIO M4!!!!》相關歌曲 |
| 2020年1月22日  | Dear my friend/My Sweet Shine | M4!!!! | 「Dear my friend」 「My Sweet Shine」   | 廣播節目《RADIO M4!!!!》相關歌曲 |
| 2020年4月22日  | Advance                       | M4!!!! | 「Mirror World」 「4×U」 「YOUR HERO」  | 廣播節目《RADIO M4!!!!》相關歌曲 |

## 腳註

## 外部連結
- VIMS公式官網的聲優簡介 （页面存档备份，存于） （日語）
- 市川太一的X（前Twitter） （日語）